# Elbasani (distrito)
Elbasani (albanês: Rrethi i Elbasanit) é um dos 36 distritos da Albânia localizado na prefeitura de Elbasani. Sua capital é a cidade de Elbasani. Situa-se no centro do país. Outras cidades de destaque são Cërrik e Kërrabë.
A região tem relevo montanhoso (o relevo varia de 70 a 1500 m acima do nível do mar) e é rica em fontes de água e em minerais. A maior parte de sua população é muçulmana, com minorias ortodoxas e católicas.

## Municípios
- Belsh
- Bradashesh
- Cërrik
- Elbasani
- Fierza
- Funarë
- Gjergjan
- Gjinar
- Gostimë
- Gracen
- Grekan
- Kajan
- Klos
- Labinot-Fushë
- Labinot-Mal
- Mollas
- Papër
- Rrasë
- Shalës
- Shirgjan
- Shushica
- Tregan
- Zavalinë